# تيري ألن
تيري ألن Terry Allen ( 1924 – 1987) كان ملاكما إنجلزيا من وزن الذبابة. فاز ببطولة العالم في وزن الذبابة على مستوى بريطانيا والكومنويلث وأوروبا والعالم.

## روابط خارجية
- تيري ألن على موقع بوكس ريك (الإنجليزية) (registration required)